# Patrimonio perdido de Astorga

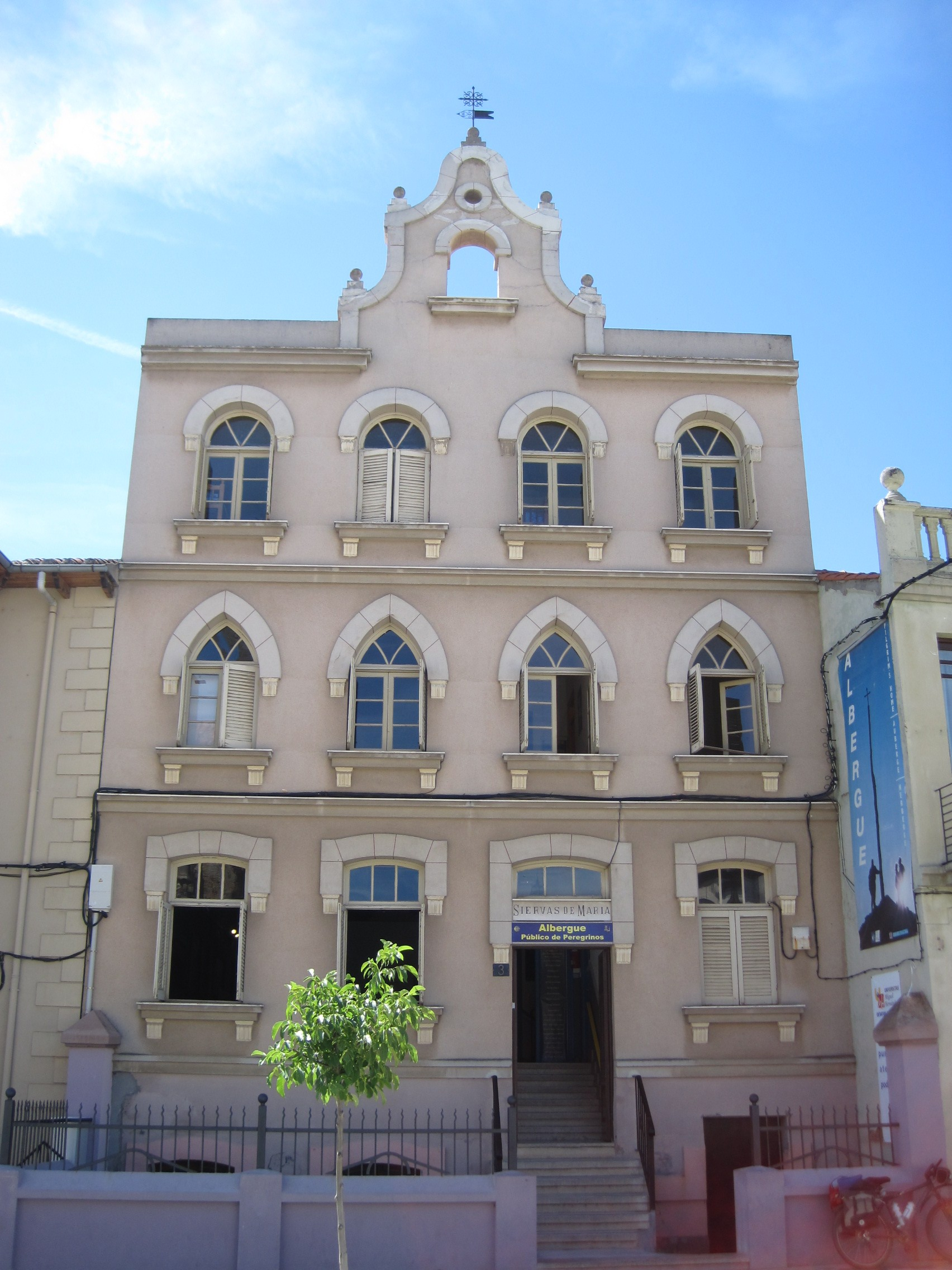
Albergue de peregrinos de Astorga, antiguo convento de las Siervas de María. Es un ejemplo de lo moderno, de los desaparecidos no queda ninguna imagen ni pintura.

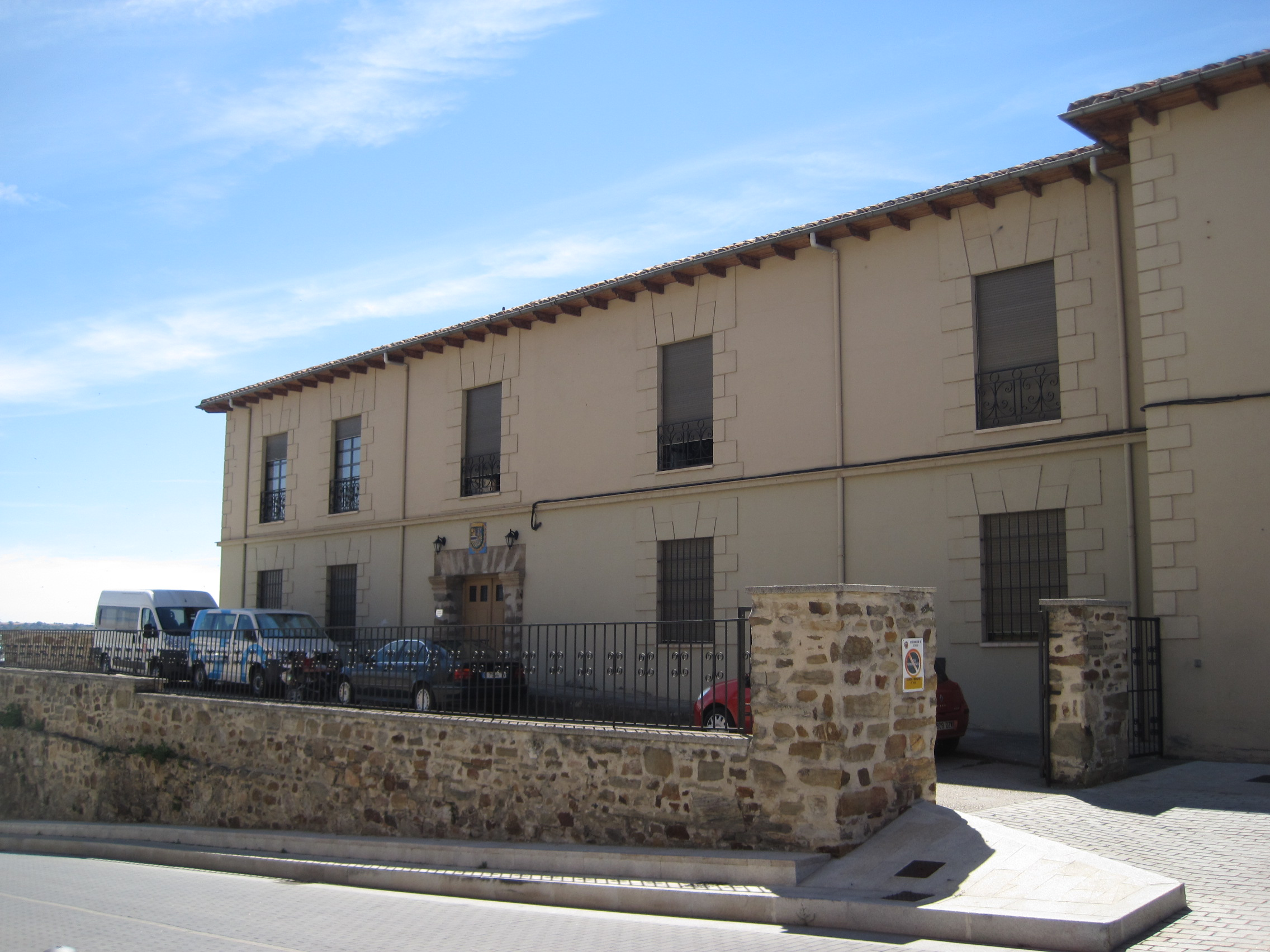
Antiguo Hospital de las Cinco Llagas, actualmente Centro Social Las Cinco Llagas.

El patrimonio perdido de Astorga (León, España) es abundante, sobre todo en lo referente a los edificios que sirvieron como hospital de peregrinos, o a los conventos, alguna iglesia y edificios civiles, siendo el más importante entre estos últimos el castillo, del que solo queda el recuerdo de su nombre en una calle. Los albergues u hospitales tuvieron una importancia suma siendo Astorga una ciudad de paso en el Camino de Santiago, además de ser encrucijada de otros caminos no menos notables. 
El término «hospital» no implica que se trate en todos los casos de una institución de prestación sanitaria; en la mayoría de los casos son albergues destinados al refugio pasajero de pobres y peregrinos y a su asistencia espiritual, algo muy especial en esa época. Estos hospitales, que tuvieron su origen en la Alta Edad Media, eran por lo general pequeños establecimientos con poca capacidad. La mayoría estaban regidos y custodiados por sus correspondientes cofradías; en la ciudad de Astorga llegaron a alcanzar la veintena. Durante los siglos XIV y XV se fueron fusionando algunos y a comienzos del siglo XVI quedaban unos catorce independientes. A lo largo del siglo XVII se fusionaron unos y otros simplemente desaparecieron; y así llegó el siglo XVIII con tan solo cuatro hospitales en marcha: San Juan, San Lázaro, Santo Tomé y las Cinco Llagas. El hospital de las Cinco Llagas llegó a ser la sede de otros hospitales que, empobrecidos y a punto de desaparecer, se unieron a él. Este hospital, con su cofradía, sobrevivió a las desamortizaciones y el edificio puede contemplarse, restaurado, dedicado a Centro Social (residencia de minusválidos) con el nombre antiguo de Las Cinco Llagas.

## Documentación histórica
La documentación histórica con que los estudiosos han podido tener noticia del patrimonio desaparecido se debe a las crónicas escritas por ilustres viajeros, a historiadores de uno u otro campo que desde el siglo XVI al XX se ocuparon de perpetuar hechos y curiosidades sobre la ciudad de Astorga. Ofrecen además fuentes fidedignas los archivos que conservan las cofradías y algunos conventos incluso de otras poblaciones, así como el archivo de la catedral de León con abundantes legajos informativos. No apoyan sin embargo los datos las posibles referencias que habrían proporcionado los archivos municipal y catedralicio, destruidos o desaparecidos como consecuencia de la guerra de la Independencia española, desamortizaciones y guerra civil española. Estos archivos forman parte también del patrimonio perdido.
A continuación una pequeña información sobre los principales autores y las obras que con sus relatos han ayudado a confeccionar la historia de Astorga.
- Marcelo Macías, astorgano. Arqueólogo e historiador. Escribió Epigrafía romana de la ciudad de Astorga. Su obra fue publicada en Orense en 1903. Todo lo que señala se puede confirmar en el museo Romano y en otros museos dispersos. Hizo un exhaustivo trabajo sobre lápidas romanas y sobre el legado de Asturica en todos sus campos.[4]
- Ambrosio de Morales, con mucha información en su Viaje sacro, 1765.
- Pedro de Junco con su obra Fundación, nombres, y armas de la ciudad de Astorga, publicado en Pamplona en 1635 por Martín de Labayen, impresor del reino de Navarra.
- Matías Rodríguez Díez cuya obra se titula Historia de la muy noble, leal y benemérita ciudad de Astorga publicada en 1909.
- Antonio Berjón, canónigo, con su obra Nuevo Lucifer.
- Pedro Rodríguez López, Episcopologio asturicense, 1908.

## Algunos hospitales desaparecidos
Hospital de los Palmeros
El Hospital de los Palmeros de Astorga –ubicado en el arrabal de Rectivía– fue concebido especialmente para acoger a los peregrinos en su paso por esta ciudad, camino de Santiago de Compostela. Lo regentaba y cuidaba una cofradía que llevaba ese mismo nombre. Existía al menos desde el año 1217 fecha que tiene una escritura donde se menciona una venta que hizo a dicha cofradía el canónigo de la catedral, llamado Miguel. El documento trata de la venta de dos viñas situadas en el término de Astorga llamado «sitio del Failar». 
Hay otra escritura del año 1255 en que también se da testimonio de la existencia de este hospital. Se trata de una carta de venta por la que Marina Románez y su hija Marina Lorenzo vendieron una huerta.

...so campanas de San Feliz (en Puerta del Rey), en el sitio llamado de los cerezales.

Hospital de Rocamador
Existió este hospital y la cofradía del mismo nombre desde principios del siglo XIV. Hay un testamento de Juana de Migueles, mujer de Yanes  en el que se especifican varias donaciones.  En el último tercio del siglo XIV se unió la cofradía y su hospital con la de San Fiz. No hay noticia del lugar donde estuvo emplazado este hospital.
Hospital de Santa María
Existía este hospital, junto con su cofradía, desde 1226. En el siglo XV se unió a la cofradía de Santa Marta. Sus cofrades eran principalmente carpinteros y también algunos canónigos y racioneros de la catedral. En los documentos se nombra como personaje influyente al bordador Álvar López. En el siglo XV fue absorbido por el hospital de Santa Marta.
Hospital de los Prestes
En un documento que se conserva se dice que en 1335 el clérigo Alfonso Martínez donó a la cofradía de este hospital una viña lindante con la tierra de los Prestes. Es la primera mención que se tiene de este hospital. La cofradía estaba formada por sacerdotes y se fundó en la parroquia de Santa Marta. El edificio del hospital estaba situado junto a la Puerta del Obispo; desapareció en el siglo XVI.
Hospital de San Román
De este hospital no se conserva ningún documento fundacional ni sobre su desaparición. Solo se ha visto que se le nombra en documentos de permuta (1315) y de arriendo (1368). También aparece en el libro de la cofradía de San Esteban (1410).
Hospital de San Lázaro
Hubo en Astorga cofradía y hospital de San Lázaro que acogía a los enfermos de lepra, tanto de la ciudad como forasteros caminantes. Estos leprosos eran conocidos como malatos (y más atrás en el tiempo, malacos) en Astorga y en Ponferrada. Existen documentos de los años 1344, 1349 y 1587 que dan testimonio de donaciones y noticias de enfermos. El hospital estaba situado extramuros de la ciudad –según costumbre de estos hospitales de leprosos–, entre el arrabal que llamaban de Rectivia y el pueblo de Valdeviejas, en el Camino de Santiago. La capilla de este hospital se mantuvo en pie hasta el siglo XVIII.
Hospital de San Nicolás
La cofradía de San Nicolás existía desde 1352 pero hasta 1447 no tuvo hospital propio. Se tienen noticias de sus comienzos gracias a unos documentos de las cofradías de Santa María y de Santa Marta en que se hace donación de unas casas en la colación (o parroquia) de San Nicolás, «para que los cofrades hiciesen un hospital, que no tenían.» Estaba ubicado en la calle de Redecilla que se extendía desde la Rúa Mayor a la Rúa Antigua.
En 1621 el Hospital pasó, previa venta, a Lorenzo García, vecino del barrio de Rectivia. No se tiene noticia de la fecha de su desaparición definitiva.
Hospital de Corpus Christi
Sobre su historia solo existen algunos legajos sueltos en que se da noticia de donaciones y aniversarios (1423, 1473, 1586). Según una reseña de las cuentas de 1534, el hospital fue una donación del regidor Hernando Suárez y su mujer María González, con la condición de dedicar tres misas anuales por sus almas. Las condiciones de albergue decían que los peregrinos solo podían alojarse tres noches. Estuvo situado al final de la calle de Santa Cruz, cerca de la plaza de Santocildes.
Hospital de Los Mártires
Perteneció a la cofradía de los Mártires cuyos patronos eran San Fabián y San Sebastián. Se menciona en los documentos de 1481 y 1485. Subsistió hasta 1617, con capilla propia en la calle que después se llamó Mártires de Rectivía, en el camino hacia Valdeviejas.
Hospital de San Andrés
Se desconoce el lugar exacto donde estaba aunque se sabe que era extramuros de la ciudad. Este hospital tenía la doble actividad de albergue y lugar sanitario y se ocupaba de los enfermos crónicos e impedidos, según consta en el libro de cuentas de 1896.
Hospital de San Roque
Se debió edificar en el primer tercio del siglo XVI. Se le menciona en el libro de cuentas de la cofradía del Corpus Christi (1597-1598). Su capilla estaba situada en la plazuela donde se hallaba la casa llamada de Moreda. Cuando se arruinó esta capilla trasladaron la imagen de San Roque al hospital de las Cinco Llagas.

## Monasterios
También fueron numerosos los monasterios existentes intramuros de la ciudad en distintos periodos de su historia, especialmente durante la Edad Media. Entre ellos cabe citar: 
Monasterio de San Dictino
Fundado por el obispo Dictino a principios del siglo IV como monasterio dúplice, restaurado en el siglo X por el obispo Fortis, abandonado en el siglo XII, refundado en el siglo XV por el marqués de Astorga Pedro Álvarez Osorio como convento de dominicos e incendiado en 1810 durante la guerra de independencia; sobre sus ruinas se edificó después la actual iglesia de Puerta de Rey, en la actual plaza de Santo Domingo.
Monasterios de los Santos Cristóbal, Julián y Basilisa
También dúplice, consta su existencia desde el siglo X, situado junto a la iglesia de Santa María y Santa Marta. Tuvo incorporado el convento femenino del Moral.
Monasterio de San Acisclo
Según el tumbo negro de Astorga, estuvo ubicado junto al postigo mayor de la catedral; existió al menos entre los siglos X y XII.
Monasterio de Santo Tomé
Nuño Fernández lo fundó en el siglo XI, dotándole generosamente y colocando en él reliquias de San Julián, Santa Basilisa, San Jorge, San Torcuato y Santa Marina; a mediados de este mismo siglo su fundador lo cedió con todos sus derechos a la catedral.
Monasterio de San Martín
También cercano a la catedral, fue fundado por el presbítero Hermenegildo, que lo donó a su hermana en el año 1038; pocos años después era propiedad de Ectavita Nabzanez, quien lo entregó en arras a su prometida Orbellido; tras la muerte de su marido, en el año 1063 Orbellido lo cedió a la iglesia.